# Markus Maskuniitty

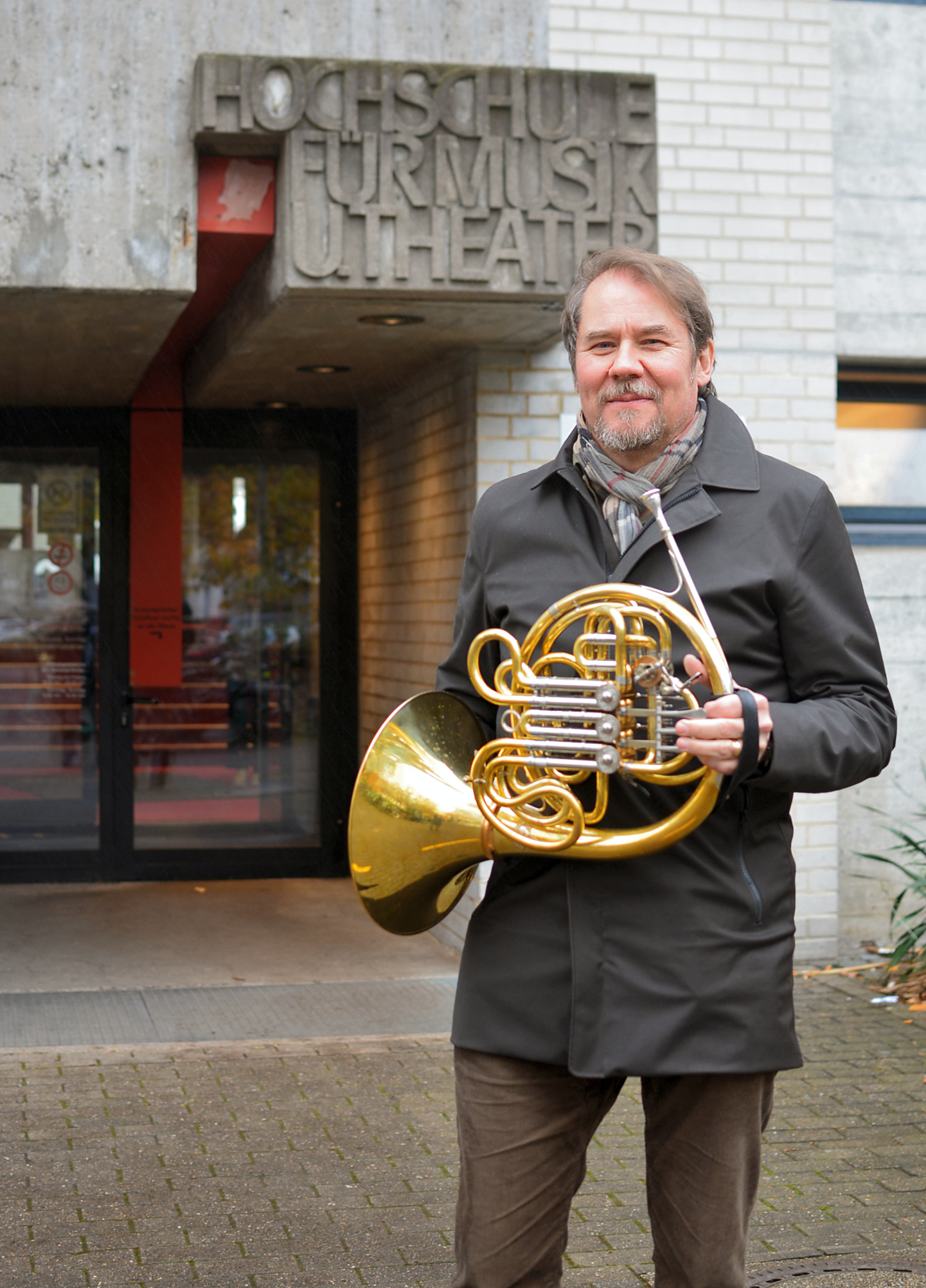
Markus Maskuniitty, 2024

Markus Juhani Maskuniitty (* 22. Februar 1967 in Rauma) ist ein finnischer Hornist und Professor an der Hochschule für Musik, Theater und Medien Hannover (HMTMH).

## Werdegang
Markus Maskuniitty begann seine musikalische Karriere im Alter von 9 Jahren mit dem Blechblasinstrument Horn. Er spielte bei der Rauma Youth Band (Rauman Poikasoittokunta), ein Jugendblasorchester in seinem Heimatort Rauma in Finnland. Mit 16 Jahren wurde er vom Konservatorium in Turku aufgenommen. Später nahm er ein Studium der Elektrotechnik an der Technischen Universität auf, entschied sich aber für die Musik und studierte von 1986 bis 1991 zunächst am Helsinki Konservatorium und später an der Sibelius-Akademie in Helsinki in der Hornklasse von Timo Ronkainen. Seine erste Orchesterstelle hatte Maskuniitty in den Jahren 1989 und 1990 als zweiter Hornist beim Orchester Tapiola Sinfonietta in Espoo in Finnland inne. In den Jahren 1990 und 1991 nahm er in Berlin Privatunterricht beim Hornisten Radovan Vlatković. 1990 wurde Maskuniitty Solohornist beim Gustav Mahler Jugendorchester. Bei einer Orchestertournee war der Dirigent Claudio Abbado von Maskuniittys Spiel beeindruckt und lud ihn zum Vorspielen bei den Berliner Philharmonikern ein. Zunächst war Maskuniitty von 1991 bis 1993 Solohornist des Finnischen Rundfunksinfonieorchesters und wechselte 1994 als Solohornist zum Deutschen Symphonie-Orchester Berlin. Ab 1997 war er zwei Jahre lang Solohornist bei den Berliner Philharmonikern. 1999 ging er zurück zum Deutschen Symphonie-Orchester und wirkte dort bis 2007. Er gehörte 2001 auch dem Orchester der Bayreuther Festspiele an. Seit dem Jahr 2000 lehrt er das Fach Horn an der HMTMH in Hannover, wo er 2008 als ordentlicher Professor berufen wurde. Er gibt regelmäßig Meisterkurse in vielen europäischen Ländern und in Asien. Von 2007 bis 2024 war er Solohornist des Royal Stockholm Philharmonic Orchestra. Von 2000 bis 2010 gehörte er dem Blechbläserquintett Stockholm Chamber Brass an. Er spielte Uraufführungen von Hornkonzerten von Jukka Linkola, Harri Wessman, Jorge Torres Sáenz und Andrea Tarrodi. Die Komponisten Pierce Hellawell, Albert Schnelzer und Benjamin Staern schrieben eigens Werke für ihn. Maskuniittys Einspielung Schumann, Saint-Saëns & Glière: Works for Horn & Orchestra von 2019 wurde in den Rezensionen der internationalen Fachpresse ausgesprochen positiv bewertet, teilweise als Meisterwerk bezeichnet. Sie war 2020 für den International Classical Music Awards und den Concerto Award 2020 des BBC Music Magazine nominiert.
Markus Maskuniitty lebt in Eskilstuna in Schweden. Dort gründete er den Skensta Kulturverein, der seit 2023 jährlich ein Kammermusik-Festival im privaten Skensta-Theater und anderen Auftrittsorten in Eskilstuna veranstaltet. Der Eskilstuna-Kuriren, eine Regionalzeitung in der schwedischen Provinz Södermanland, bezeichnete ihn 2022 als einen der besten Hornisten des Landes.
Bei der Verleihung des Polar Music Prize 2024 in Stockholm spielte er ein Solostück des dabei ausgezeichneten Komponisten Esa-Pekka Salonen.

## Auszeichnungen
Maskuniitty ist Preisträger mehrerer Wettbewerbe, darunter der Skandinavische Hornwettbewerb 1989, der Internationale Instrumentalwettbewerb Markneukirchen 1991 und der Internationale Musikwettbewerb der ARD 1994. Im Jahr 1992 wurde er in Finnland zum Blechbläser des Jahres gewählt.

## Diskographie
- mit Stockholm Chamber Brass: Now, BIS, 2002
- mit Penderecki: Sextett, Naxos, 2003
- mit Stockholm Chamber Brass: Foliations, BIS, 2009
- Schumann, Saint-Saëns & Glière: Works for Horn & Orchestra, Ondine, 2019[19][20]